# تامازچاله
تامازچاله (به اسپانیایی: Tamazunchale) یک منطقهٔ مسکونی در مکزیک است که در سن لوئیس پوتوسی واقع شده‌است. تامازچاله ۹۶٬۸۲۰ نفر جمعیت دارد و ۱۴۰ متر بالاتر از سطح دریا واقع شده‌است.